# Galatia (Cypr)
Galatia (gr.: Γαλάτεια, tur.: Mehmetçik) – miejscowość w dystrykcie Famagusta. Populacja wynosi 1250 mieszkańców.